# 1822 aux États-Unis
Pour des articles plus généraux, voir Chronologie des États-Unis et 1822.
Chronologie des États-Unis
- 1818
- 1819
- 1820
- 1821
- 1822
- 1823
- 1824
- 1825
- 1826

Cette page concerne des événements d'actualité qui se sont produits durant l'année 1822 du calendrier grégorien aux États-Unis.

## Gouvernement
- Président : James Monroe (Républicain-Démocrate)
- Vice-président : Daniel D. Tompkins (Républicain-Démocrate)
- Secrétaire d'État  : John Quincy Adams (Républicain-Démocrate)
- Chambre des représentants - Président : Philip Pendleton Barbour (Républicain-Démocrate)

## Événements

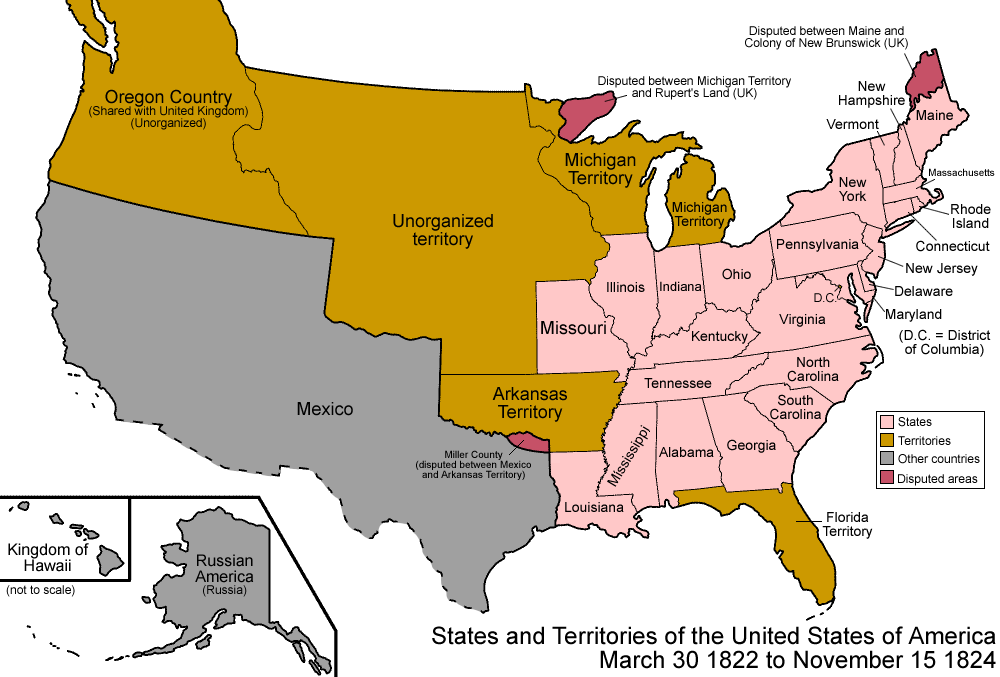
30 mars 1822 - 15 novembre 1824

30 mars : La Floride Orientale et la partie de la Floride Occidentale pas encore incluse dans d'autres États sont combinées et organisées pour former le Territoire de Floride, qui correspond à l'actuelle Floride.
- 19 juin : James Monroe reçoit le chargé d’affaires de la Grande Colombie Manuel Torres ; les États-Unis sont le premier pays non latino-américain à reconnaitre l’indépendance de la nouvelle république[2]
- 30 juin : échec de la conspiration de Denmark Vesey, un noir libre, qui a prévu d’incendier Charleston (Caroline du Sud) puis les six plus grandes villes de l’État afin de provoquer un soulèvement général des esclaves de la région. La conspiration est trahie et Vesey et les cinq principaux conspirateurs sont pendus le 2 juillet[3].
- 12 décembre : sollicité par James Monroe, le Congrès des États-Unis reconnaît l’indépendance du Mexique[2]. Voir aussi doctrine de Monroe.
- Matthias W. Baldwin (en) crée l'entreprise à l'origine de la Baldwin Locomotive Works, grand constructeur ferroviaire[4].
- Le chirurgien américain William Beaumont commence son étude du processus gastrique.
- L'orthographe officielle du Territoire de l'Arkansaw devient Territoire de l'Arkansas[5]

## Naissances
- 10 janvier : James Monroe Pendleton (mort le 16 février 1889), homme politique.
- 16 septembre : Charles Crocker, (mort le 14 juin 1888), était un entrepreneur. Il naquit dans la ville de Troy, dans une famille modeste avant de s'installer dans une ferme de l'Iowa à l'âge de quatorze ans. En 1845, il fonda une forge de fer, puis, après avoir entendu parler de la ruée vers l'or en Californie, il forma un groupe d'hommes et s'installa sur la côte ouest en 1850. Après deux années infructueuses, il ouvrit un magasin d'habillement à Sacramento.

#### Articles généraux
- Histoire des États-Unis de 1776 à 1865
- Évolution territoriale des États-Unis

#### Articles sur l'année 1822 aux États-Unis
- Drapeau des États-Unis